# Nunataki Stolby
Die Nunataki Stolby (Transkription von russisch Нунатаки Столбы ‚Säulen-Nunatakker‘) sind eine Gruppe von Nunatakkern im ostantarktischen Mac-Robertson-Land. Sie ragen nordwestlich der Gowlett Peaks und nordöstlich der Anare-Nunatakker auf.
Russische Wissenschaftler benannten sie deskriptiv.